# Хорбург-Маслау
Хорбург-Маслау (нем. Horburg-Maßlau) — община в Германии, в земле Саксония-Анхальт. 
Входит в состав района Зале. Подчиняется управлению Лойна-Кёцшау.  Население составляет 555 человек (на 31 декабря 2006 года). Занимает площадь 3,97 км².
Община подразделяется на 2 сельских округа.